# Marco Lodadio
Marco Lodadio (* 24. März 1992 in Frascati) ist ein italienischer Kunstturner. Bei Weltmeisterschaften gewann er im Ringeturnen mehrere Medaillen.

## Karriere
Lodadio nahm in den Jahren 2013 und 2017 an den Turn-Weltmeisterschaften teil. Bei den Turn-Weltmeisterschaften 2018 gewann er bei seinem ersten Finale bei einer Weltmeisterschaft die Bronzemedaille an den Ringen.
Im Jahr 2019 gewann Lodadio bei den Europameisterschaften in Stettin hinter Denis Abljasin die Silbermedaille. In Stuttgart wurde er hinter İbrahim Çolak Vizeweltmeister im Ringeturnen. 
Bei den Olympischen Sommerspielen 2020 in Tokio verpasste er mit dem neunten Platz in der Qualifikation knapp das Finale im Ringeturnen.